# Eckhard Krotscheck
Eckhard Krotscheck (* 1944 in Deutschland) ist ein deutscher Physiker und emeritierter Professor für Theoretische Physik an der Johannes Kepler Universität (JKU) Linz. Er leitete die Abteilung für Vielteilchensysteme am Institut für Theoretische Physik.

## Leben
Eckhart Krotscheck wurde 1944 in Deutschland geboren. Kurz darauf zog er mit seiner Familie nach Österreich und mit acht wieder zurück nach Deutschland. Nach seinem Studium in an der Universität zu Köln (Diplom 1971, Promotion 1974) und seiner Habilitation in Hamburg hat Eckhard Krotschek an zahlreichen Forschungsstätten in den USA gearbeitet, unter anderem an der State University of New York at Stony Brook, an der University of Illinois at Urbana-Champaign und an der University of California, Santa Barbara. Er war von 1984 bis 1995 Associate Professor und Full Professor an der Texas A&M University. Außerdem hat er zwei einjährige Forschungsaufenthalte am Max-Planck-Institut für Kernphysik in Heidelberg absolviert.
Krotscheck hat intensive externe Kontakte aufzuweisen. Er verbrachte längere Forschungsaufenthalte am Niels-Bohr-Institut in Kopenhagen, am Theoretical Physics Institute der University of Minnesota in Minneapolis, am Institute for Nuclear Theory der University of Washington, an der Universität Oulu in Finnland, am Institut Laue-Langevin in Grenoble, an der Universitat de Barcelona, an der Universitat Politècnica de Catalunya, an der Universitat Autònoma in Barcelona, am International Centre for Theoretical Physics in Triest und an der University at Buffalo, State University of New York.
Im Jahr 2007 hat er (zusammen mit Stefano Fantoni von der Scuola Internazionale Superiore di Studi Avanzati) die Eugene Feenberg Memorial Medal für Vielteilchenphysik erhalten.
Krotscheck und Fantoni (die unabhängig voneinander arbeiteten) erhielten den Feenberg-Preis für ihre führende Rolle in der Entwicklung und Anwendung der Methode der korrelierten Basisfunktionen (Correlated Basis Function Method), insbesondere für die Fortentwicklung der „Fermi Hypernetted Chain Theory“ (FHNC), womit sie eine genaue, quantitative, mikroskopische Beschreibung stark wechselwirkender quantenmechanischer Vielteilchensysteme speziell für nicht homogene Quantenflüssigkeiten lieferten.
Eckhard Krotscheck war von 1995 bis 2012 als ordentlicher Professor am Institut für Theoretische Physik der JKU tätig und ist nun Professor emeritus. Von 2013 bis zu seiner Emeritierung 2022 war er SUNY Distinguished Professor an der University at Buffalo.

## Arbeits- und Forschungsschwerpunkte
- Vielteilchentheorie
- Quantenflüssigkeiten
- numerische Methoden

## Preise
- Elected Fellow, American Physical Society (1996)
- Eugene Feenberg Memorial Medal 2007

## Schriften
- mit Aldechi Fabrocini, Stefano Fantoni (Hrsg.): Introduction to Modern Methods of Quantum Many-Body Theory and their Applications. World Scientific, 2002
  - darin von Krotscheck: Theory of Correlated Basis Functions, S. 265–328
- mit Jesus Navarro (Hrsg.): Microscopic approaches to quantum liquids in confined geometries. World Scientific, 2004 (darin von Krotscheck und V. Apaja: Microscopic view of confined quantum liquids, Kapitel 5, S. 197–260)
- Inhomogeneous quantum liquids: Statics, dynamics and thermodynamics, in: Jesus Navarro, Artur Polls (Hrsg.), Microscopic quantum many-body and their applications, Springer 1998,  S. 187–250